# Bistum Ajaccio
Das Bistum Ajaccio (lat.: Dioecesis Adiacensis) ist eine Diözese der römisch-katholischen Kirche in Frankreich. Der Bischofssitz ist in Ajaccio. Sein Gebiet erstreckt sich seit 1801 über die gesamte Insel Korsika.

## Geschichte
Das Bistum Ajaccio wurde im 3. Jahrhundert errichtet und dem Erzbistum Pisa als Suffraganbistum unterstellt. Mit dem Konkordat von 1801 wurden dem Bistum Ajaccio alle anderen Bistümer der Insel, Accia-Mariana und Nebbio aus der Kirchenprovinz Genua sowie Aléria und Sagone, ebenfalls aus der Kirchenprovinz Pisa, inkorporiert und erhielt die Exemption. Das Bistum Ajaccio verlor 1860 diese Status wieder und wurde dem Erzbistum Aix als Suffragansitz zugewiesen.
Seit dem 16. Dezember 2002 ist das Bistum Ajaccio dem Erzbistum Marseille unterstellt.